# Salih Uçan
Salih Uçan (ur. 6 stycznia 1994 roku w Marmaris) – turecki piłkarz grający na pozycji pomocnika w szwajcarskim zespole FC Sion do którego wypożyczony jest z Fenerbahçe SK.

## Kariera klubowa
W wieku 10 lat jego ojciec zapisał go do szkółki Marmaris Belediye GSK. W 2008 roku za 30 tysięcy lirów przeszedł do Bucasporu. W sezonie 2011/12 przebił się do pierwszego składu i zagrał 22 spotkania w lidze.
6 czerwca 2012 roku Fenerbahçe SK wykupiło Saliha za 1,4 miliona euro, a sam zawodnik podpisał pięcioletni kontrakt. 7 lipca 2014 roku został on wypożyczony do klubu Romy. Porozumienie z włoskim klubem zawiera również prawo do przedłużenia wypożyczenia o kolejny rok bez dodatkowych opłat i zakupu definitywnego od sezonu 2016/2017 o wartości 11 mln euro.
W 2016 roku wrócił do Fenerbahçe.